# Cassian Andor
Pour les articles homonymes, voir Andor.
Personnage de fiction apparaissant dans
Star Wars.
Cassian Andor est un personnage de l'univers fictif de Star Wars. Il apparaît dans le film dérivé Rogue One: A Star Wars Story, puis dans une série télévisée dont il est le personnage principal, Andor. Il est interprété par Diego Luna dans ces deux œuvres.

## Univers
L'univers de Star Wars se déroule dans une galaxie qui est le théâtre d'affrontements entre les Chevaliers Jedi et les Seigneurs noirs des Sith, personnes sensibles à la Force, un champ énergétique mystérieux leur procurant des pouvoirs psychiques. Les Jedi maîtrisent le Côté lumineux de la Force, pouvoir bénéfique et défensif, pour maintenir la paix dans la galaxie. Les Sith utilisent le Côté obscur, pouvoir nuisible et destructeur, pour leurs usages personnels et pour dominer la galaxie.

## Histoire
En pleine période impériale, Cassian Andor cherche à retrouver sa sœur, Kerri. Il se retrouve à fuir Syril Karn, ce qui l'amène à se rapprocher du rebelle Luthen Rael.
Celui-ci le fait participer au casse sur Aldhani qui est un succès, mais à la suite de désaccords, il s'éloigne temporairement de la Rébellion. Peu après, il est arrêté arbitrairement et condamné à des travaux forcés sur la planète Narkina 5. Une fois incarcéré, il découvre que l’Empire ne prévoit pas de libérer les détenus, même après qu’ils ont purgé leur peine. Il orchestre alors une vaste évasion, parvenant à fuir avec plusieurs prisonniers. Après son évasion, Andor reprend contact avec Luthen.
Deux ans plus tard, Cassian vit clandestinement sur Coruscant. Il est envoyé en mission sur Ghorman par Luthen pour rallier la planète à la Rébellion. De son côté, l'Empire a mis en place un plan secret visant à exploiter Ghorman pour le projet Étoile de la mort : l'officier impérial Syril Karn a infiltré les partisans locaux afin de provoquer une révolte que l’Empire pourra écraser, justifiant ainsi une occupation totale et discrète de la planète. Cassian assiste impuissant au génocide de Ghorman par l'Empire qui applique son plan à merveille. Il en repart avec la carcasse d'un droïde de sécurité impérial, K-2SO, qui avait participé à la répression. De retour sur Coruscant, Andor intervient pour exfiltrer la sénatrice Mon Mothma peu après son discours critique envers l'Empereur Palpatine, et la transfère à l'escadron Gold afin qu'elle proclame un nouveau discours officialisant la fondation de l'Alliance rebelle au-dessus de Dantooine. Par la suite, le droïde K-2SO est reprogrammé et devient un compagnon régulier de Cassian dans ses missions pour la Rébellion.
Cassian se dote de contacts au sein de l'Empire, mais aussi dans différents mouvements insurgés contre la puissance impériale. Par exemple, il connaît un certain Tivik, membre des Partisans de Saw Gerrera sur la lune de Jedha.
Il est connu sous le nom de code « Fulcrum », un alias également utilisé dans l'Alliance rebelle par Ahsoka Tano et l'agent Kallus,.

## Caractéristiques
Cassian Andor est un rebelle expérimenté. Il sait garder son calme et son sang-froid, même dans les situations les plus tendues. Il fait tout pour atteindre ses objectifs, et n'hésite pas à tuer pour cela.

## Concept et création
Craignant que le scénario prévu pour Rogue One ne convienne pas à la production, le scénariste Gary Whitta en prépare un autre. Dans cette intrigue alternative, le personnage de Cassian Andor ne porte pas le même nom que la version finale. De plus, il survit à la fin du film avec Jyn Erso.
La scène d'introduction de Cassian dans le produit final est ajoutée tardivement, comme d'autres scènes du film, dans le but de le rendre plus excitant.
Afin de mieux connaître le type de personnage qu'il joue, Diego Luna, interprète de Cassian, campe avec un ancien militaire pour en savoir plus sur des situations comme la capture.

## Adaptations
Cassian Andor est ajouté en même temps que l'Inquisitrice Reva dans le jeu de 2022 Lego : La Saga Skywalker, à travers un DLC.

## Accueil
Selon un article du site Bustle, Cassian Andor possède quelques similitudes avec Han Solo, comme le fait qu'il agit en marge de la société et qu'il porte parfois un manteau semblable à celui de Han sur Hoth dans L'Empire contre-attaque. Cependant, l'auteur de l'article ajoute qu'il est d'accord avec Diego Luna, qui explique que le personnage de Cassian est conçu pour être différent des personnages jusque-là vus dans Star Wars et que chez lui, la frontière entre le bien et le mal est plus floue que chez Han.
Dans la même idée de comparaison avec Han Solo, selon un article de Screen Rant, Cassian Andor est proche de Han, mais semble en être une version plus sombre.